# Bara en kypare
Bara en kypare är en svensk långfilm från 1959 i regi av Alf Kjellin. Detta var den sjunde och sista filmen om Fabian Bom. I huvudrollerna ses Nils Poppe, Marianne Bengtsson och Git Gay.

## Handling
Nils Poppe i sin paradroll som Fabian Bom. Fabian jobbar som servitör men drömmer om en artistkarriär. Han åker till Stockholm för att göra karriär som skådespelare och uppvakta kärleken Matilda (Git Gay).

## Om filmen
Filmen premiärvisades på biograf Skandia i Norrköping den 28 augusti 1959. För Poppe blev manuskriptet till Bara en kypare hans sista filmmanuskript; detsamma gäller medförfattaren Paul Baudisch, som utgjorde den ena halvan av pseudonymen Per Schytte. Stockholmspremiären ägde rum den 5 september 1960 på biograferna Skandia i Stockholm och Fontänen i Vällingby. Filmen har visats som matiné vid ett flertal tillfällen på SVT, bland annat i oktober 2018 och i oktober 2019.

## Rollista i urval
- Nils Poppe – Fabian Bom, kypare
- Marianne Bengtsson – Annie Olsson, kallskänka
- Git Gay – Matilda Roos, sångerska
- Karl-Arne Holmsten – Birger Norberg, hovmästare på Järnvägshotellet
- Adolf Jahr – Tilly, kaféinnehavare
- Emy Hagman – Selma, kokerska på Järnvägshotellet
- Sigge Fürst – chef för Cabaret Blå Katten
- Curt Masreliéz – Gösta Susenberg, Matilda Roos manager
- Sven-Eric Gamble – Andersson, målare
- Ragnar Klange – källarmästare på Järnvägshotellet
- Carl-Gunnar Wingård – gäst på Ritz
- Hanny Schedin – Aina, Tillys fru
- Lars Kåge – Harry
- Carl-Axel Elfving – målare
- Sonja Kolthoff – fru Svensson

## Musik i filmen
- Auf dem Wasser zu singen (Mitten im Schimmer der spiegelnden Wellen gleitet, kompositör Franz Schubert, text Friedrich Leopold Reichgraf zu Stolberg-Stolberg, sång av okänd romanssångerska
- Byssan lull, musikbearbetning och text Evert Taube, sång Nils Poppe och Git Gay
- En pressad ros, kompositör Hans Schreiber, text Gösta Rybrant, sång Git Gay
- We Go Together Hand in Hand, kompositör och text Walter Larsson, sång Git Gay, Lars Kåge och Nils Poppe
- Öde ö, kompositör Hans Schreiber, text Hans Alfredson och Tage Danielsson, sång Nils Poppe
- Tarzan, kompositör Hans Schreiber, text Hans Alfredson och Tage Danielsson, sång Nils Poppe
- The Fairy Dance, instrumental
- Gångtrafikanten (Den sista fotgängaren), kompositör Hans Schreiber, text Hans Alfredson och Tage Danielsson, sång Nils Poppe
- Tonerna, kompositör Carl Sjöberg, text Erik Gustaf Geijer
- Kan man tänka, kompositör Hans Schreiber, text Gösta Rybrant, sång Git Gay

## DVD
Filmen gavs ut på DVD 2016.